# Anne Perry
Anne Perry   (Londres, 28 d'octubre de 1938 - Los Angeles, 10 d'abril de 2023) fou una escriptora anglesa de renom, coneguda per les seves novel·les policíaques ambientades a l'època victoriana. Condemnada per homicidi quan només tenia quinze anys, la seva història ha estat portada al cinema amb la pel·lícula Heavenly creatures, entre d'altres.

## Joventut
Filla del professor de física, Henry Hulme, a Juliet Hulme, que és el nom original d'Anne Perry, li és diagnosticada de petita una tuberculosi, per la qual cosa es veurà forçada a fer diverses estades en països de clima càlid per recuperar-se (el Carib, Àfrica del Sud, etc.). Als tretze anys, Juliet es reuneix de nou amb els seus pares quan es muden a Nova Zelanda perquè el pare pugui ocupar el càrrec de rector de la Universitat de Canterbury a Christchurch.
És allà on coneix Pauline Parker, en qui trobarà una amiga íntima, amistat que no serà vista amb bons ulls per l'entorn proper de les dues noies, que hi veuran connotacions obsessives i homosexuals. Amb els primers signes de l'imminent divorci dels seus pares, Juliet espera poder tornar a Anglaterra amb la seva amiga Pauline. La mare d'aquesta, Honora Rieper, és, però, una ferma detractora de la creixent i íntima amistat entre les dues noies. El 1954, aprofitant una sortida al bosc, la senyora Rieper és colpejada per Pauline i Juliet fins a caure morta, homicidi que havia estat prèviament planificat. Tot i que les dues amigues intenten simular un accident, les circumstàncies del crim són aviat descobertes i les dues noies processades.
El judici troba un fort ressò internacional. El 29 d'agost de 1954, Juliet Hulme i Pauline Rieper són condemnades per homicidi, però havent complert tot just els disset anys, no se'ls aplica la pena capital, sinó que se'ls imposa una sentència de privació de llibertat per un temps indefinit, amb la prohibició expressa de tornar-se a veure mai més. Després de cinc anys de reclusió, ambdues són posades en llibertat.
La història de les dues adolescents és portada al cinema en dues ocasions: el 1971 en el film francès Mais ne nous délivrez pas du mal i el 1994 en una coproducció novazelandesa i alemanya, Heavenly Creatures, del director novazelandès Peter Jackson. També s'han escrit diverses novel·les basades en aquest crim.
L'agost del 2009 es va estrenar el documental Anne Perry – Interiors, de la directora alemanyaDana Linkiewicz, sobre la vida de l'escriptora.

## Carrera com a escriptora
Després de sortir en llibertat el 1959, Perry va tornar a Gran Bretanya amb la seva mare. Quan aquesta es va casar de nou, Perry va agafar el cognom del seu padrastre i es va canviar el nom a Anne. Així, el nom d'Anne Perry no és pseudònim, sinó el seu nom oficial des d'aleshores. Abans d'assolir fama com a escriptora, va haver de fer diverses feines per guanyar-se la vida, entre els quals hostessa d'aerolínia. Durant una estada de cinc anys al sud de Califòrnia, es va convertir al mormonisme, religió que encara professa avui.
Començà a escriure ja als anys 1960, però no fou fins al 1979 que va poder publicar la seva primera novel·la, El botxí del carrer Cater (The Cater Street Hangman, publicat en castellà a Amèrica com El Verdugo de la calle Cater, i a Espanya, Los crímenes de Cater Street), després de trobar les seves obres rebutjades durant anys.
Anne Perry viu amb son germà al poblet de Portmahomack, a Escòcia.
Els llibres d'Anne Perry s'han venut per tot el món, i han atès una xifra de vendes de vint milions d'exemplars (dades del 2006). La majoria dels seus llibres han estat traduïts a l'alemany, al francès i al castellà, entre altres idiomes, però no en consta cap traducció en català.

## Obra
Les novel·les de Perry constitueixen diverses sèries, cadascuna a l'entorn d'uns personatges fixos, i cadascuna numerada en ordre cronològic intern, segons el lloc web de l'autora.
Les dues sèries principals estan ambientades a l'Anglaterra de l'època victoriana. Es diu que la idea li vingué del seu padrastre, que especulava sobre la possible identitat de Jack l'Esbudellador. Cadascuna d'aquestes sèries s'articula a l'entorn d'una parella, formada per una dona forta i independent, rebel, enfront del paper submís a què la societat de l'època condemnava el seu gènere, i per un home enèrgic que, amb les seves contradiccions, li dona suport (i viceversa).
La sèrie iniciada primer (el 1979), ambientada en les dècades de 1880 i 1890, té com a protagonistes el policia William Pitt, d'origen humil, i la seva dona Charlotte, procedent d'una família benestant. Ella l'ajuda en les investigacions criminals, amb el suport de la seva xarxa de relacions femenines (i els seus contactes amb el món de les classes altes). Destaquem, com a curiositat, que tots els títols de la sèrie Pitt duen un topònim urbà o consisteixen exclusivament en aquest.
La segona sèrie (a partir de 1990), ambientada en les dècades de 1850 i 1860, és protagonitzada per l'investigador privat (i expolicia) Thomas Monk i per la infermera reformadora (veterana de la Guerra de Crimea) Hester Latterly, que tindran una llarga relació d'amor-odi abans no arribin a l'altar. Tercer en discòrdia és el brillant advocat Oliver Rathbone; el darrer tram de tota novel·la d'aquesta sèrie acostuma de girar a l'entorn d'un judici en què Rathbone duu la defensa. Val a dir que el personatge de Monk recorda una mica el de Pitt, però és un punt més inquietant, entre altres coses perquè pateix amnèsia i arrossega un sentiment de culpa inconcretable.
Ambdues sèries tenen en comú, a més a més, l'habilitat de la trama, l'agilitat narrativa, la bona caracterització dels personatges (incloent-hi els secundaris) i, finalment, una ambientació històrica summament acurada que ofereix una panoràmica de la societat anglesa (sobretot londinenca) del període, entre el classisme brutal de la plutocràcia i la misèria abismal dels barris baixos, passant pel masclisme generalitzat, les perversions sexuals dels rics, etc.
Les històries de Nadal són protagonitzades per personatges secundaris de la sèrie dels Pitt (germanes, caps, àvies) que travessen una crisi personal en els dies de Nadal, amb missatge redemptor al final.
Una altra sèrie de novel·les d'Anne Perry ressegueix els horrors de la Primera Guerra Mundial al front occidental, marc en què tres germans, Joseph, Matthew i Judith Reavley, combaten les intrigues de qui anomenen Pacificador (Peacemaker), un misteriós agent d'Alemanya infiltrat a les altes esferes britàniques.

## Premis
- 2000 Edgar Allan Poe Award pel millor relat breu (Heroes)
- 2009 Agatha Award ("Malice Domestic Award for Lifetime Achievement") en reconeixement de l'obra completa de l'autora

## Obres

### Gènere detectivesc

#### Amb el detectiu William Monk i la infermera Esther Latterly
Novel·les ambientades a l'Anglaterra victoriana (dècades de 1850 i 1860)
1. The face of a stranger (1990)
2. A dangerous mourning (1991)
3. Defend and betray (1992)
4. A sudden, fearful death (1993)
5. The sins of the wolf (1994)
6. Cain, his brother (1995)
7. Weighed in the balance (1996)
8. The silent cry (1997)
9. A breach of promise (títol alternatiu: Whited sepulchres) (1997)
10. The twisted root (1999)
11. Slaves of obsession (títol alternatiu: Slaves and obsession) (2000)
12. Funeral in blue (2001)
13. Death of a stranger (2002)
14. The shifting tide (2004)
15. The dark assassin (2006)
16. Execution dock (2009)
17. Acceptable loss (2011)
18. A sunless sea (TBA)

#### Amb Charlotte i Thomas Pitt
Novel·les ambientada a l'Anglaterra victoriana (dècades de 1880 i 1890)
1. The Cater Street hangman (1979)
2. Callander Square (1980)
3. Paragon Walk (1981)
4. Resurrection Row (1981)
5. Rutland Place (1983)
6. Bluegate Fields (1984)
7. Death in the Devil's Acre (1985)
8. Cardington Crescent (1987)
9. Silence in Hanover Close (1988)
10. Bethlehem Road (1990)
11. Highgate Rise (1991)
12. Belgrave Square (1992)
13. Farrier's Lane (1993)
14. The Hyde Park headsman (1994)
15. Traitors Gate (1995)
16. Pentecost Alley (1996)
17. Ashworth Hall (1997)
18. Brunswick Gardens (1998)
19. Bedford Square (1999)
20. Half Moon Street (1998)
21. The Whitechapel conspiracy (2001)
22. Southampton Row (2002)
23. Seven Dials (2003)
24. Long Spoon Lane (2005)
25. Buckingham Palace Gardens (2008)
26. Treason at Lisson Grove (2011)
27. Dorchester Terrace (2012)

#### Sèrie Primera Guerra mundial
Novel·la detectivesca ambientada en la Primera Guerra mundial
1. No graves as yet (2003)
2. Shoulder the sky (2004)
3. Angels in the gloom (2005)
4. At some disputed barricade (2006)
5. We shall not sleep (2007)

#### Els relats de Nadal
Novel·les ambientades a l'Anglaterra victoriana en el període nadalenc 
- A Christmas journey (2003)
- A Christmas visitor (2004)
- A Christmas guest (2005)
- A Christmas secret (2006)
- A Christmas beginning (2007)
- A Christmas grace (2008)
- A Christmas promise (2009)
- A Christmas odyssey (2010)
- A Christmas homecoming (2011)

#### Altres llibres
- The one thing more (2000)
- A dish taken cold (2001)
- Death by horoscope (2001, relats de diversos autors)
- Much ado about murder (2002, relats de diversos autors)
- Death by Dickens (2004, relats de diversos autors)
- I'd kill for that (2004, novel·la escrita per diversos autors)
- Letters from the Highlands (2004)
- Thou shalt not kill: biblical mystery stories (2005, relats de diversos autors)
- Heroes (most wanted) (2007)
- The sheen on the silk: a novel (2010)

### Gènere de fantasia
1. Tathea (1999)
2. Come Armageddon (2001)